# Klára Miščíková
Klára Miščíková (známá také jako Klarisa, * 12. května 2005 Sabinov) je slovenská youtuberka a zpěvačka.

## Život a kariéra
Narodila se v roce 2005 ve východoslovenském Sabinově.
Má staršího bratra Samuela (* 2001), který vlastní nejodebíranější aktivní kanál na platformě YouTube ve slovenském jazyce. Otec sloužil v armádním letectvu, matka pracovala jako učitelka. V Sabinově navštěvovala základní uměleckou školu. Od roku 2020 studuje na Pražské konzervatoři.
Od roku 2020 tak žije v Praze. Je ve vztahu s hercem Matějem Havelkou.

### Působení na sociálních sítích
Svůj hlavní YouTube kanál s názvem Klarisa založila v srpnu 2015. Zpočátku jí v její tvorbě pomáhal její bratr. Natáčí na něm převážně různé vlogy, příležitostně pak také let's playe. V prosinci 2019 její kanál překročil hranici 100 tisíc odběratelů. K roku 2024 na něm měla přes 400 tisíc odběratelů. Vlastní také kanál KlarisaOfficial, na kterém nahrávání svou hudební tvorbu. Na něm měla k roku 2024 přes 70 tisíc odběratelů.

### Zpěvácká kariéra
Svou hudební tvorbu zveřejňuje na svém vedlejším YouTube kanále KlarisaOfficial. První video na kanál nahrála v květnu 2015, přičemž šlo o záznam jejího pěveckého vystoupení během studia na Základní umělecké škole. Mezi její nejpopulárnější písně patří cover na píseň Poslednýkrát od zpěváka Petera Nagyho, cover na píseň DNES od skupiny Tublatanka nebo její vůbec první píseň z vlastní tvorby s titulem Neverím. Společně se zpěvákem Tomem Seanem nazpívala v roce 2021 píseň Noční Praha. V roce 2022 nazpívala s influencerkou Mínou píseň s titulem MÍT VÍC RÁD pro film Zakletá jeskyně. Se svými písněmi vystupovala například v rámci akce Sabinská storočnica.
V roce 2021 se zúčastnila neveřejného castingu na hudební soutěž SuperStar v Praze. Castingem soutěže neprošla a celý jeho proces posléze kritizovala.
Dále v roce 2023 vydala píseň „Nie alebo áno”, kterou poté smazala ze svého hudebního kanálu z neznámých, nejspíš soukromých důvodů. Nicméně se písnička dá stále dohledat na YouTube.